# 斯科茨伯勒 (喬治亞州)
斯科茨伯勒（英語：Scottsboro）是位於美國喬治亞州鮑德溫縣的一個非建制地區。該地的面積和人口皆未知。

## 地理
斯科茨伯勒的座標為33°01′30″N 83°14′05″W / 33.02500°N 83.23472°W，而該地的平均海拔高度為142米（即466英尺）。